# Călugărița: Misterul de la mănăstire
Călugărița: Misterul de la mănăstire (engleză: The Nun) este un film de groază american regizat de Corin Hardy. Este un spin-off al Trăind printre demoni 2 (2016) și al cincilea film din universul cinematic Conjuring. Filmul îi are în rolurile principale pe Demián Bichir, Taissa Farmiga, Jonas Bloquet, Charlotte Hope, Ingrid Bisu și Bonnie Aarons.

## Sinopsis
După ce o tânără călugăriță își ia viața în condiții misterioase la o mănăstire izolată din România, înalții prelați de la Vatican hotărăsc să cerceteze incidentul. Astfel, în ciuda trecutului său destul de obscur, părintele Burke este trimis la mănăstirea Cârța împreună cu o tânără novice, chiar înainte ca aceasta să își depună jurământul final. Reușind să descopere taina blestemată a ordinului monahal, cei doi ajung să își riște nu doar viața, dar și credința și chiar propriul suflet în confruntarea cu prezența malefică ce bântuie mănăstirea, transformând-o într-un adevărat câmp de luptă al celor vii cu cei damnați.

## Distribuție
|                  |                |               |                           |                |
| Demián Bichir    | Taissa Farmiga | Jonas Bloquet | Charlotte Hope            | Ingrid Bisu    |
| Părintele Burke  | Sora Irene     | Frenchie      | Sora Victoria             | Sora Oana      |
|                  |                |               |                           |                |
| Bonnie Aarons    | Jonny Coyne    | Mark Steger   | Sandra Teles              | Manuela Ciucur |
| Călugărița demon | Gregoro        | Ducele        | Sora Ruth                 | Sora Christian |
|                  |                |               |                           |                |
| Ani Sava         | Jared Morgan   | August Maturo | Claudio Charles Schneider | Emma Appleton  |
| Sora Jessica     | Marchizul      | Daniel        | Demonul                   | Elena          |

## Producție

### Filmare
Filmările au început pe 3 mai 2017 la studiourile Castel Film din București, cu Maxime Alexandre ca director de imagine. Scenele au fost turnate în interiorul Palatului Parlamentului, unde producătorii au plătit 5.000 de euro pe oră pentru a filma pe holurile și scările clădirii. Printre celelalte locații alese pentru film se numără Sighișoara și Castelul Corvinilor. Hardy a anunțat pe contul său de Twitter că producția s-a încheiat pe 23 iunie 2017, după 38 de zile de filmare.

## Lansare
Filmul urma să fie lansat în Statele Unite pe 13 iulie 2018 de către Warner Bros. În februarie 2018, a fost anunțat că premiera americană a filmului va avea loc pe 7 septembrie 2018. Filmul a rulat în cinematografele românești tot din 7 septembrie 2018. Acesta a debutat pe primul loc în box office-ul românesc, având cea mai bună lansare a unui horror din istorie. Filmul a debutat tot pe primul loc și în box office-ul nord-american de weekend, cu încasări de 53,8 milioane de dolari, depășind astfel toate celelalte patru filme din franciza Conjuring.